# Бологовское (локомотивное депо)
Эксплуатационное локомотивное депо Бологовское ТЧЭ-4  (до 2010 года — локомотивное депо Бологое ТЧ-4 Октябрьской железной дороги) — предприятие железнодорожного транспорта в городе Бологое Тверской области. Эксплуатационное локомотивное депо прямоугольного и веерного с поворотным кругом типов. Структурное подразделение Октябрьской дирекции тяги — структурного подразделения Дирекции тяги — филиала ОАО «Российские железные дороги». Расположено на станции Бологое-Московское. Относится ко 2-й группе.
Депо основано в 1851 году как основное депо Петербурго-Московской железной дороги, и обслуживало 4-й участок тяги (Окуловка — Спирово). Для депо по типовому проекту Р. А. Желязевича был выстроен круглый корпус на 22 стойла с поворотным кругом, к юго-западной части которого были пристроены мастерские (частично сохранились). Здание было накрыто куполом, вершину которого венчал фонарь. Само здание выстроено в формах эклектики с преобладанием черт позднего классицизма.
Стремительное совершенствование и техническое перевооружение российских железных дорог в конце XIX — начале XX века определили необходимость развития производственных мощностей депо. Уже в первые годы управления Главного общества российских железных дорог (1870-е) в депо был построен прямоугольный корпус на 6 стойл (не сохранился), а в 1905 году — веерное депо.
С начала 1960-х годов депо стало осваивать новые виды тяги. В 1962 году паровозная тяга на главном ходу, в связи с его электрификацией, была заменена на электровозную. В этом же году паровозная тяга на широтном ходу была заменена тепловозной. На линии Бологое — Великие Луки паровозная тяга сохранялась до 1976 года.
Депо обеспечивает маневровую и легкую поездную работу на полигоне Московского, части Санкт-Петербургского, Волховстроевского, Петрозаводского регионов Октябрьской железной дороги. Также локомотивные бригады депо работают с пассажирскими поездами на главном ходу.
Депо имеет филиал — пунктом подмены ТЧП-93 Сонково. В 2010 году из состава депо выделен пункт технического обслуживания локомотивов ПТОЛ-69 (филиал ТЧР-3 Тверь). Действует музей истории депо.

## Приписной парк
В приписном парке депо — около 100 маневровых тепловозов ТЭМ2, ТЭМ3, ТЭМ18, ТГМ23 различных индексов. В 2009 году в парк поступило около 90 тепловозов ТЭМ из локомотивного депо Тверь.
В разное время, в приписном парке депо состояли:
- Паровозы Л, Эв Эи, Су, П36;
- Тепловозы М62, 2М62, 2ТЭ10М, ТЭП60, ТЭП70;
- Электровозы ЧС2, ВЛ23.